# Miloševo (Čelinac)
Miloševo (szerbül: Милошево), település Bosznia-Hercegovinában, a Bosanska Krajina keleti részén, Čelinac községben, a Szerb Köztársaságban. 

## Fekvése
A település Bosznia-Hercegovina északi részén, Banja Lukától légvonalban 10, közúton 15 km-re délkeletre, községközpontjától légvonalban 2, közúton 4 km-re nyugatra, a Vrbanja-folyó bal partján, 200-650 méteres tengerszint feletti magasságban fekszik. Miloševo négy faluból áll: Dragojevići, Marjanovići, Dolina és Džombe. Jelenlegi nevét Miloš Dujićról kapta.

## Népessége

### A település népessége
| Nemzetiségi csoport | Népesség 1991 | Népesség 2013 |
| ------------------- | ------------- | ------------- |
| Szerb               | 350           | 323           |
| Bosnyák             | 0             | 0             |
| Horvát              | 2             | 0             |
| Jugoszláv           | 7             | 1             |
| Egyéb               | 0             | 6             |
| Összesen            | 359           | 330           |

## Története
A Vrbanja-folyó bal partja felett állt egykor Zmajevac vára, az egykori Donja Krajina egyik legfontosabb erődítménye. A várat feltehetően az illírek építették, majd tőlük a rómaiak foglalták el és tovább építették. A Római Birodalom bukása után is használatban maradt és a középkorban fontos szerepet játszott Bosznia ezen részének védelmében és ellenőrzésében. Nem tudni, hogy mikor rombolták le.
A töröknek, annak ellenére, hogy Bosznia legnagyobb része már 1463-ban török kézre került, csak 1519, a Vrbanja völgyén való áttörés és a kotori erőd eleste után sikerült meghódítnia ezt a vidéket. A térség 1878-ig tartozott az Oszmán Birodalomhoz, ekkor a berlini kongresszus határozata alapján az Osztrák-Magyar Monarchia része lett. 1910-ben a Banja Luka-i járáshoz tartozó településen 54 háztartást, 370 ortodox és 3 muszlim lakost találtak. A monarchia szétesésével 1918-ban előbb a Szerb-Horvát-Szlovén Királyság, majd 1929-től a Jugoszláv Királyság része. 1921-ben a településnek 413 ortodox lakosa volt. Az 1929-es törvény értelmében, amikor Bosznia-Hercegovinát négy banovinára, Drinskára, Vrbaskára, Zetskára és Primorskára osztották, a település a Vrbaska banovina része lett, amelynek székhelye Banja Luka volt. Jugoszlávia megszállása után a Független Horvát Állam (NDH) része lett. A daytoni békeszerződést követő területfelosztásnál a település Čelinac község részeként a Szerb Köztársaság területéhez került. 

## Kultúra
Milosevóban található a „Maslište” hely, ahol a régió szerbeinek régi szokásai szerint júniusi „fehér pénteken” ételt hoztak felajánlásul a jobb termésért. Korábban Petrov fáklyáinak és vajjának égetésének szokásait tartották, ma már csak istentiszteletet tartanak, amelyet a Szerb Ortodox Egyház papja vezet.

## Oktatás
A településen a „Miloš Dujić” Általános Iskola működik.

## Nevezetességei
- Milosevóban találhatók Zmajevac középkori várának maradványai.[3] A középkori vár egy stratégiailag fontos helyen épült a Vrbanja folyó felett, ma a régiót alakító viharos idők és történelmi változások tanúja. Zmajevac nem csak egy hely, ahonnan gyönyörű kilátás nyílik a környékre, hanem a különböző korszakokban kulcsfontosságú katonai és közigazgatási központ is volt. Az illír hegyi erődítményből római erődítmény lett, majd a középkori Zmajevac fontos szerepet játszott Bosznia ezen részének védelmében és ellenőrzésében. A középkorban Zmajevac a betolakodók elleni védekezés egyik központi helye és a bajba jutott helyi lakosok gyülekezőhelye volt. Zmajevac ma nemzeti műemlék, romjai értékes betekintést nyújtanak az egykori erődépítés építészeti képességébe és stratégiájába.[8]

- A várhoz egy legenda is fűződik. Eszerint Zmajevac nevét arról kapta, amely szerint élt egyszer itt egy sárkány (zmaj), aki tudta, hogyan kell ellopni a szüzeket a közeli falvakból, bevinni az udvarába, és megtenni velük azt, amit a szüzekkel szoktak tenni. A sűrűn benőtt erdőben ma is láthatók a romvár falmaradványai. A falak a terepviszonyokhoz igazodnak, 40-80 centiméter vastagok, faragatlan kövekből épültek. A vár régen elpusztult. Nem tudni, ki bontotta le az egészet, de feltételezhető, hogy többször is lebontották és újraépítették. A huszadik század elején az osztrákok a Banja Luka - Čelinac - Maslovare keskeny nyomtávú vasút építésekor a több mint 2000 éves várfalak köveiből töltést építettek a Vrbanja folyón. Azonban nem csak az osztrák megszállók hordták el a köveket. Kéz a kézben a szerbek is használták épületek építésére, így ma már csak az alapok maradtak meg belőle.[9]

- A Čoban-patakon korábban hét vízimalom működött, de most csak egy van.[3]

- Szent György nagyvértanú tiszteletére szentelt ortodox temploma a temetőben áll.

## Fordítás
- Ez a szócikk részben vagy egészben  a(z)   Милошево (Челинац) című szerb Wikipédia-szócikk ezen változatának fordításán alapul.  Az eredeti cikk szerkesztőit annak laptörténete sorolja fel. Ez a jelzés csupán a megfogalmazás eredetét és a szerzői jogokat jelzi, nem szolgál a cikkben szereplő információk forrásmegjelöléseként.